# Poplarville (Mississippi)
Poplarville település az Amerikai Egyesült Államok Mississippi államában, Pearl River megyében, melynek megyeszékhelye is. Lakosainak száma 2833 fő (2020. április 1.).

## Népesség
A település népességének változása:

| 2010 | 2 894 |
| 2020 | 2 833 |